# 産めよ、増えよ、地に満ちよ

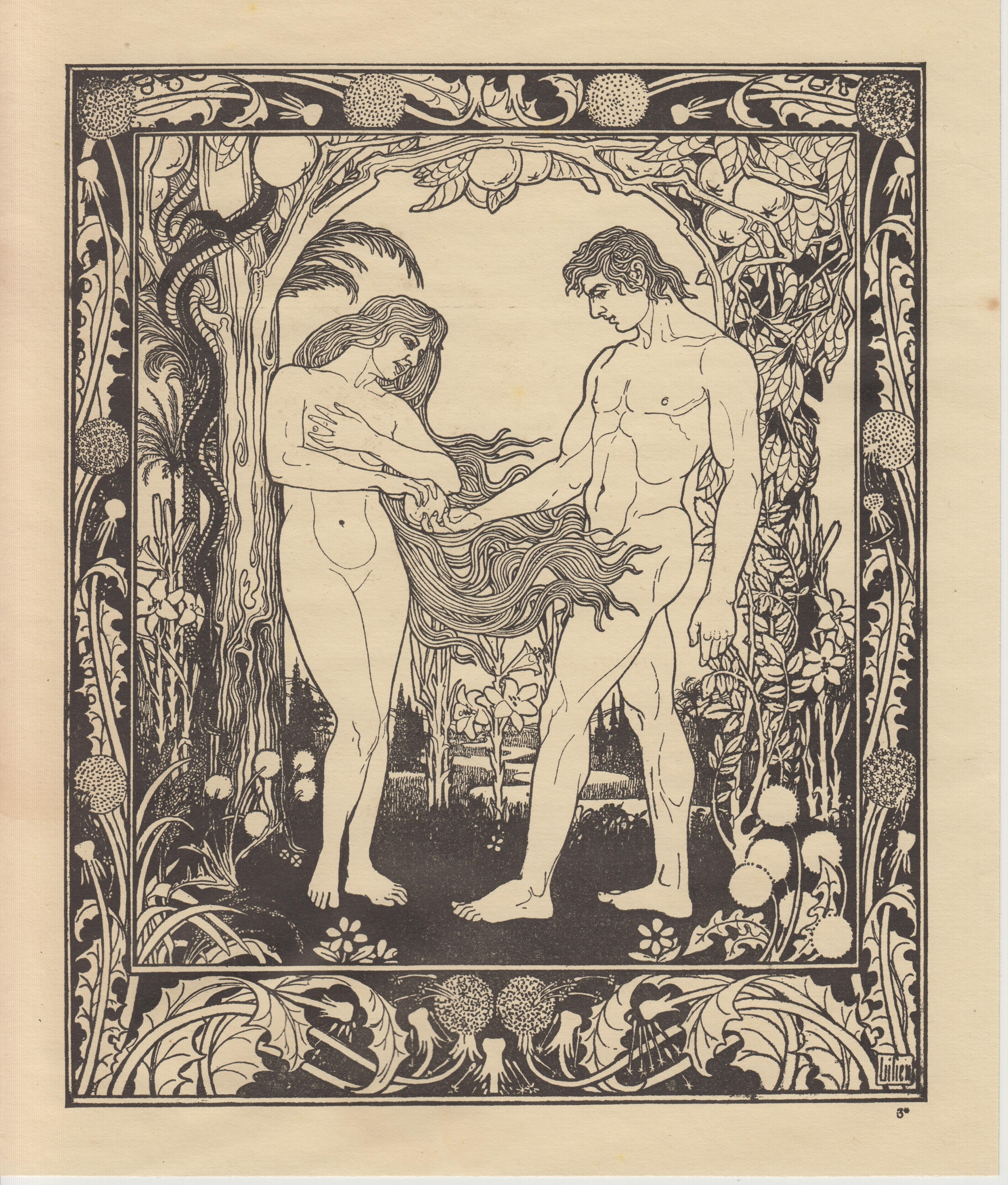
アダムとイブ

産めよ、増えよ、地に満ちよ（うめよ、ふえよ、ちにみちよ）は、旧約聖書創世記からの言葉。
旧約聖書創世記1章28節で、神は自分をかたどって人間を創造して、その人間を祝福してこの言葉を述べた。人間を産んで増やして地に満ちさせて地を従わせて、地球上の全ての生き物を支配せよと述べた。

## 影響
ユダヤ教とカトリックにこの伝統が受け継がれているために同性愛が嫌われている。同性愛では子供を生むことができないために次世代の信者が減少するためである。同様の理由から、妊娠に繋がらない性行為も嫌われている。中絶を行っている医師が撃ち殺されていることもある。
現代のイスラエルでは旧約聖書のこの教えに従って人々は生活しているため、一般的に子供は多いほど良いという考えで、出生率は高い。この教えのために避妊や中絶も禁止されている。
現代でこの言葉通りにすることは環境破壊の要因になるという考え方がある。角田佑一によれば、ここでは聖書の神の言葉は決して人間による自然の無制限な利用や搾取を許しておらず、時にはキリスト教徒は聖書を誤って解釈したと間違いを認め、行き過ぎた人間中心主義を改めることを主張し、人間は自然を保護して生態系を守る責任があることを明確に述べる。
20世紀の日本の標語「産めよ殖やせよ」の由来であるとされることもあるが、一般にはその由来はナチスドイツに求められる。